# دیگر در این دنیا احساس در خانه بودن نمی‌کنم
دیگر در این دنیا احساس در خانه بودن نمی‌کنم (به انگلیسی: I Don't Feel at Home in This World Anymore) فیلم هیجان انگیز-کمدی آمریکایی محصول ۲۰۱۷ است. این فیلم اولین تجربه کارگردانی میکن بلیر است و از جمله بازیگران آن ملانی لینسکی، الیجا وود، دیوید یو، جین لوی و دوون گرای هستند. عنوان فیلم از یک آهنگ قدیمی انجیل با همین نام گرفته شده‌است که توسط خوانندگان سبک کانتری، کارتر فمیلی و وودی گاتری، به محبوبیت رسید.
این فیلم نمایش جهانی خود را در جشنواره فیلم ساندنس در تاریخ ۱۹ ژانویه ۲۰۱۷ آغاز کرد و برنده جایزه بزرگ هیئت داوران برای بهترین فیلم درام آمریکایی شد. فیلم توسط نتفلیکس در ۲۴ فوریه ۲۰۱۷ منتشر شد.

## داستان
روث، پرستاری است ‌که پس از یک روز کاری بد به خانه باز‌می‌گردد و متوجه می‌شود که لپ‌تاپ و چندین وسیله او مورد سرقت قرار گرفته‌است. روث به پلیس اطلاع می‌دهد اما با بی‌تفاوتی آن‌ها روبه‌رو می‌شود، بنابراین تصمیم می‌گیرد خودش سارقان را پیدا کند. او با استفاده از تلفن همراه مکان لپ‌تاپش را پیدا می‌کند و از یکی از همسایه‌هایش به نام تونی، کمک می‌خواهد. با پیدا شدن لپ‌تاپ، آن‌ها متوجه می‌شوند که بقیه اشیا در بازار سیاه به‌فروش رفته‌اند. تحقیقات پلیس‌گونه روث و تونی، منجر به شناسایی سارقان می‌شود و آن‌ها ناخواسته وارد ماجراهای گروه سارقان می‌شوند که سعی در کشتن پدر یکی از اعضای گروه دارند، اما در نهایت توسط روث و تونی کشته‌می‌شوند.

## بازیگران
- ملانیا لینسکی در نقش روث کیمکه
- الجا وود در نقش تونی
- دیوید یو در نقش مارشال
- جین لوی در نقش دز
- دوون گرای در نقش کریستین روماکِ جونیور
- کریستین وودز در نقش مریدیت
- رابرت لانگ استریت در نقش کریستین روماک
- گری آنتونی ویلیامز در نقش ویلیام بندیکس
- لی ادی در نقش آنگی
- درک میرس در نقش دانکی
- جیسون مانوئل اولازابل در نقش سزار

میکن بلیر که نویسنده و کارگردان فیلم است نیزدر یک صحنه کوتاه نقش مردی که روت در بار ملاقات می‌کند، را بازی می‌کند. این فیلم به «لی (همسر بیلر) و باک (فرزند بیلر)» اختصاص داده شده‌است. لی ادی در نقش آنگی نقش‌آفرینی کرده و باک ادی بلر، نقش روث جوان را بازی می‌کند. همچنین رابین بلیر، مادربزرگ میکن بیلر نیز حضور کوتاهی در فیلم دارد.

## تهیه
در آوریل ۲۰۱۶، اعلام شد که ملانی لینسکی و الیجا وود در فیلم بازی می‌کنند و کارگردانی بر عهده میکن بلیراست.
فیلم‌برداری اصلی در آوریل ۲۰۱۶ در پورتلند، اورگان آغاز شد.

## بازخورد
دیگر در این دنیا احساس در خانه بودن نمی‌کنم بازخورد مثبتی از منتقدین دریافت کرد. در تارنمای راتن تومیتوز فیلم دارای رتبه ۸۹٪ بر اساس بررسی ۶۹ نقد است و میانگین نمره آن ۷/۴ از ۱۰ است. اجماع کلی این تارنما می‌نویسد: «دیگر در این دنیا احساس در خانه بودن نمی‌کنم از عنوان دست و پاگیر خود فراتر می‌رود تا مشاهدات به موقع، سیاه بر وضعیت جنسیت و هنجارهای اجتماعی در آمریکای مدرن ارائه دهد.» در تارنمای متاکریتیک، این فیلم امتیاز ۷۵ از ۱۰۰ را بر اساس ۱۵ نقد دارد که حاکی از «نقدهای به طور کلی مطلوب» است.

### جوایز
| جایزه                    | تاریخ برگزاری مراسم | دسته‌بندی                         | گیرنده(ها) و نامزد(ها) | نتیجه |
| ------------------------ | ------------------- | -------------------------------- | ---------------------- | ----- |
| انجمن منتقدان فیلم آستین | ۸ ژانویه ۲۰۱۸       | بهترین فیلم اول                  | ماکون بلر              | نامزد |
| انجمن منتقدان فیلم آستین | ۸ ژانویه ۲۰۱۸       | جایزه فیلم آستین                 | ماکون بلر              | برنده |
| جوایز فیلم مستقل گاتهام  | ۲۷ نوامبر ۲۰۱۷      | بهترین بازیگر زن                 | ملانی لینسکی           | نامزد |
| جشنواره فیلم ساندنس      | ۲۸ ژانویه ۲۰۱۷      | جایزه بزرگ هیئت داوران: دراماتیک | ماکون بلر              | برنده |